# Equipe Nürnberger Versicherung
Equipe Nürnberger Versicherung (UCI Team Code: NUR) — бывшая немецкая профессиональная женская шоссейная велокоманда, выступавшая в элитных шоссейных велогонках. Выступала с 1999 по 2010 годы.

## История команды
Женская велокоманда из Нюрнберга, имела статус UCI Women’s Team до сезона 2009 года включительно. Название было дано главным спонсором, Nürnberger Versicherung (с нем. — «Нюрнбергское страхование»). Благодаря своему доминирующему положению, в том числе и на международном уровне, команда сформировала костяк сборной Германии по женскому шоссейному велоспорту.
Самой известной гонщицей была бывшая чемпионка мира по шоссейным велогонкам, Регина Шляйхер, которая завершила карьеру в 2009 году. Кроме того, в состав команды входили Юдит Арндт, Ойнон Вуд, Петра Росснер, Трикси Воррак и Эдита Пучинскайте (Литва).
Менеджером команды был Герберт Оппельт. Спортивное руководство командой перешло от Йенса Земке к бывшему тренеру сборной, Йохену Дорнбушу (сокращенно ЙоДо). Дорнбуш покинул команду в конце июня 2010 года. Его сменил голландец Тейс Рондёйс.
Команда занимала первое место в мире в 2004 и 2005 годах. За время своего существования она выиграла Тур де л'Од феминин в 2003 и 2004 годах, Джиро д’Италия Донне в 2007 году и девять титулов чемпиона Германии.
В августе 2009 года для команды был найден новый главный спонсор — яхтенная компания «Skyter». В начале декабря 2009 года компания неожиданно объявила о своем уходе.
В сезоне 2010 года команда выступала под названием Noris Cycling. Название произошло от латинского названия Нюрнберга — Noricum.
Команда была расформирована в конце сезона 2010 года.

## Рейтинг UCI
В таблице представлены позиции команды в рейтинге Международного союза велосипедистов по итогам сезона, а также лучший велогонщик в индивидуальном рейтинге по итогам каждого сезона.
| Год  | Рейтинг команды | Лучшая спортсменка в индивидуальном зачёте |
| 1999 | 5               | Барбара Хееб (31)                          |
| 2000 | 15              | Джасинта Коулман (59)                      |
| 2001 | 13              | Ханка Купфернагель (40)                    |
| 2002 | 8               | Ханка Купфернагель (14)                    |
| 2003 | 2               | Юдит Арндт (3)                             |
| 2004 | 1               | Юдит Арндт (1)                             |
| 2005 | 1               | Ойнон Вуд (1)                              |
| 2006 | 3               | Трикси Воррак (4)                          |
| 2007 | 4               | Эдита Пучинскайте (10)                     |
| 2008 | 4               | Сюзанна де Гуде (10)                       |
| 2009 | 4               | Трикси Воррак (7)                          |
| 2010 | 9               | Трикси Воррак (13)                         |

В таблице представлены позиции команды в рейтинге Женского мирового шоссейного кубка UCI по итогам сезона, а также лучший велогонщик в индивидуальном рейтинге по итогам каждого сезона.
| Год  | Рейтинг команды | Лучшая спортсменка в индивидуальном зачёте |
| 1999 | —               | Виола Паулитц-Мюллер (14)                  |
| 2000 | —               | Джасинта Коулман (26)                      |
| 2001 | —               | Дженни Алгелид (61)                        |
| 2002 | —               | Ханка Купфернагель (8)                     |
| 2003 | —               | Юдит Арндт (5)                             |
| 2004 | —               | Петра Росснер (2)                          |
| 2005 | —               | Ойнон Вуд (1)                              |
| 2006 | 4               | Ойнон Вуд (6)                              |
| 2007 | 4               | Трикси Воррак (7)                          |
| 2008 | 2               | Сюзанна де Гуде (2)                        |
| 2009 | 4               | Трикси Воррак (8)                          |
| 2010 | 19              | Ангела Хенниг (28)                         |